# Гриф
Гриф (от немски: Griff – ръкохватка, дръжка) е част, характерна за много струнни инструменти. Представлява своего рода дръжка, стърчаща от корпуса на инструмента, върху която са опънати струните и която се държи с едната ръка (обикновено лявата). Чрез притискане на струните към предната част на грифа се променя дължината на струните, а оттам се определя и тонът, който те издават.
При инструменти от семействата на китарите, мандолините и лютните на предната страна на грифа има плочка от твърдо дърво с поставени на определени интервали прагчета, които фиксират местата на притискане на струните и по този начин определят набора от възможни тонове. При други, като семейството на цигулковите инструменти (цигулка, виола, виолончело, контрабас), някои ориенталски инструменти (уд), както и някои бас китари, повърхността на грифа е гладка и точното място на притискане на струната за извличане на даден тон се определя единствено от уменията на музиканта.
Тъй като от изпълнителска гледна точка конструкцията на грифа няма особено значение, често в литературата под гриф се разбира само частта, която непосредствено се използва за притискане на струните и по този начин за определяне на тоновете.
От друга страна грифът е основен силов елемент в конструкцията на инструмента, отговорен за големите натоварвания на опън от струните (общо за всички струни около 80-90 kg за акустична китара, 110-146 kg за контрабас), като от особено значение е да се осигури колкото се може постоянен опън, за да се избегнат изкривявания на звука. Това обуславя използването на различни материали за отделните части на грифа. Обикновено се използва комбинация от различни по твърдост дървесини, а много често и стоманен прът, преминаващ по цялата дължина на грифа.